# المنطقة القطبية الجنوبية

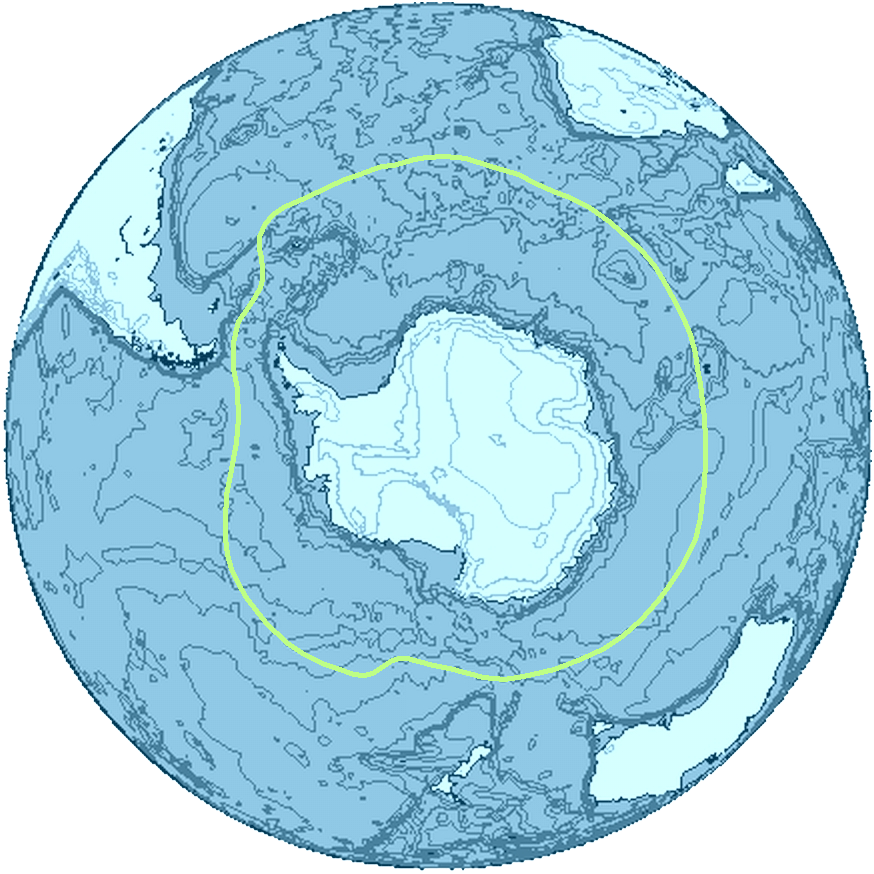
القطب الجنوبي

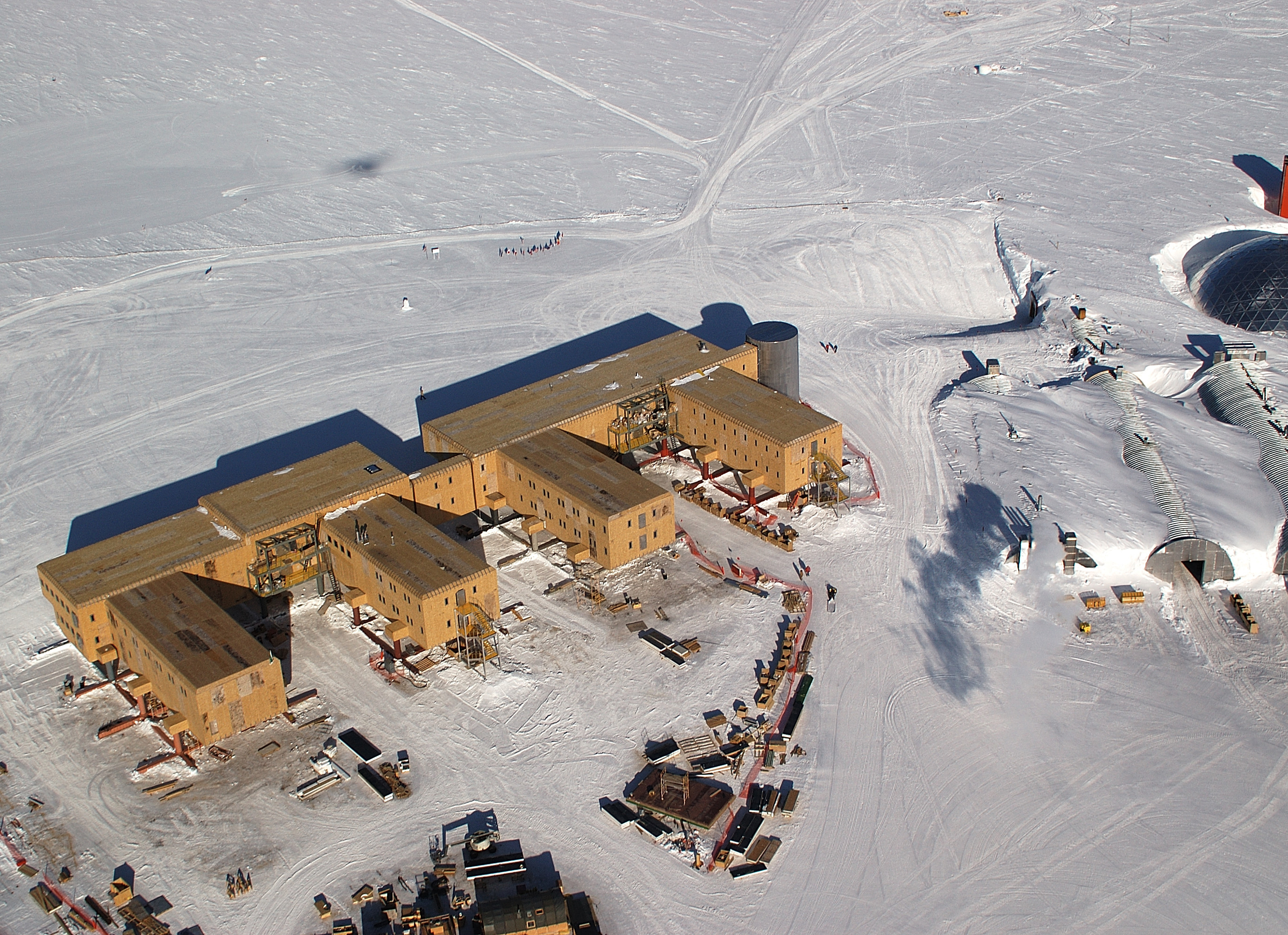
محطة أمندسن سكوت (Amundsen-Scott Station)، تمت الإشارة إلى عالم القطب الجنوبي الجغرافي في الخلفية.

تعتبر المنطقة القطبية الجنوبية (Antarctic) منطقة قطبية وبالأخص المنطقة التي تحيط بالقطب الجنوبي والقارة القطبية الجنوبية من الكرة الأرضية، قبالة المنطقة القطبية الشمالية (Arctic) التي تحيط بالقطب الشمالي (North Pole). يضم القطب الجنوبي (Antarctic) قارة أنتاركتيكا (Antarctica) والجروف الجليدية، والمياه، ومناطق الجزيرة التي تقع جنوب المحيط الكائن في نقطة تقارب القطب الجنوبي (Antarctic).‌ تغطي المنطقة ما يقارب 20% من نصف الكرة الأرضية الجنوبي (Southern Hemisphere)، والذي يشكل سطح القارة نفسها 5.5% (14 مليون كيلومتر2) من هذه المساحة.

## معلومات جغرافية
يشكل الجزء البحري من المنطقة المساحة التي يتم فيها تطبيق الاتفاقية الدولية لحفظ الموارد البحرية الحية في أنتاركتيكا (CCAMLR)، حيث تستخدم الاتفاقية لأسباب تقنية خط التقاء تقريبيًا من خلال خط يضم نقاطًا محددة على طول دوائر العرض وخطوط الطول. يتم الإشراف على تنفيذ الاتفاقية من خلال لجنة دولية مقرها في مدينة هوبارت (Hobart)، في أستراليا (Australia) باستخدام نظام فعال لحصص الصيد السنوي وتراخيصه، ومفتشين دوليين على سفن الصيد، فضلاً عن المراقبة بالأقمار الصناعية.

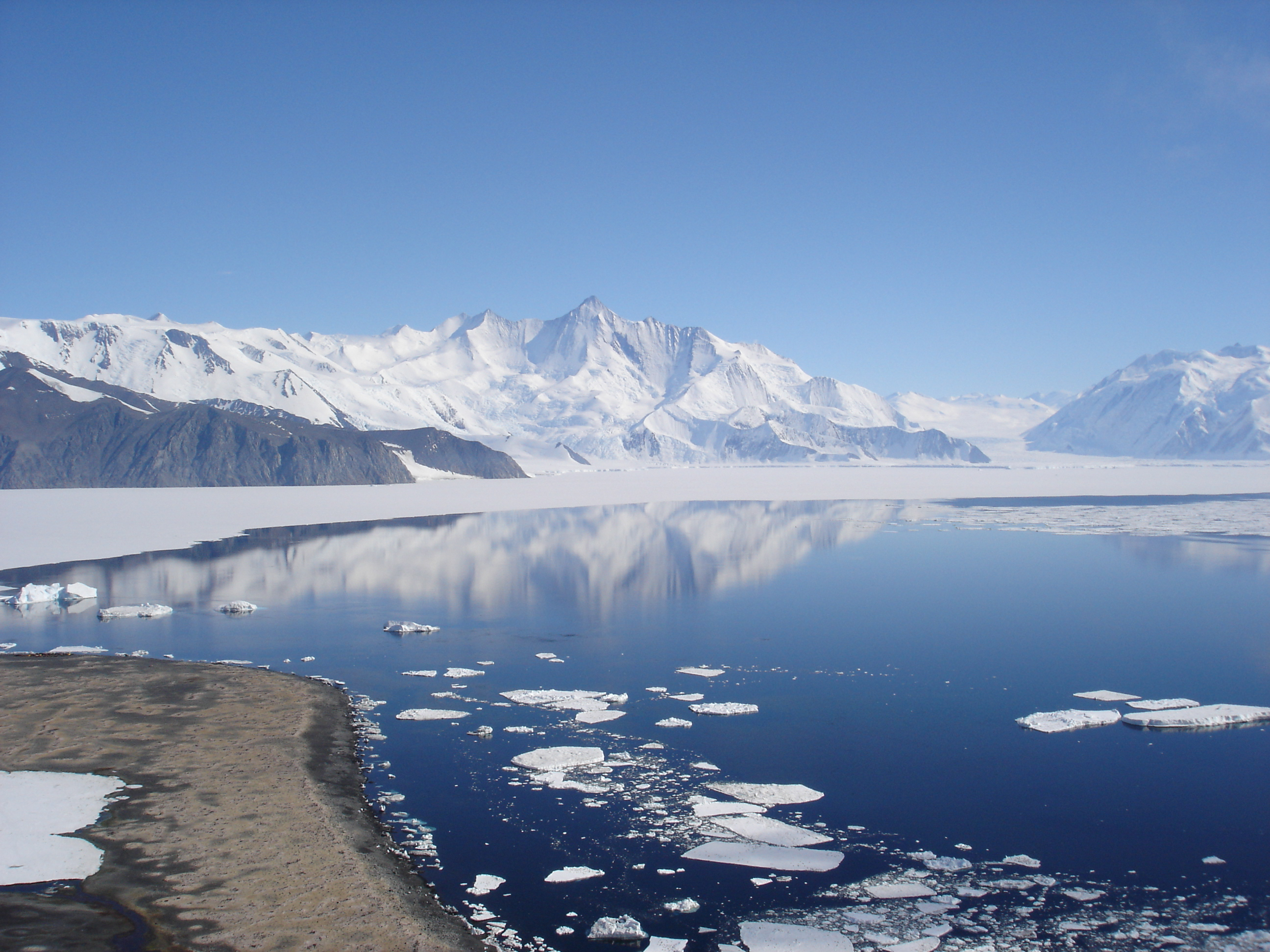
خليج موبري (Moubray Bay) وجبل هيرشل (Mount Herschel)، شرق القارة القطبية الجنوبية (أنتاركتيكا) (Antarctica).

تقع معظم أنحاء القطب الجنوبي (Antarctic) على جنوب دائرة عرض 60 درجة، ويخضع للنظام القانون الدولي لنظام معاهدة أنتاركتيكا (Antarctic Treaty System).‌ تضم المنطقة الخاضعة للاتفاقية القارة نفسها والجزر المجاورة لها، بالإضافة إلى مجموعة الجزر المتقاربة من جزر جنوب أوركني (South Orkney Islands)، وجزر جنوب شتلاند (South Shetland Islands)، وجزيرة بيتر (Peter I Island)، وجزيرة سكوت (Scott Island)، وجزر باليني (Balleny Islands).

تخضع الجزر التي تقع بين دائرة عرض 60 درجة جنوبًا وخط التقاء القطب الجنوبي (Antarctic Convergence) شمالاً، و200-ميل-بحري (370 كـم) المناطق الاقتصادية الخالصة للولاية القضائية القومية للدول المالكة لها: جزر جورجيا الجنوبية وساندويتش الجنوبية (South Georgia and the South Sandwich Islands) (المملكة المتحدة (United Kingdom)؛ كذلك EU أقاليم ما وراء البحار)، وجزيرة بوفيت (Bouvet Island) (النرويج) (Norway)، وجزر هيرد وماكدونالد (أستراليا) (Australia).

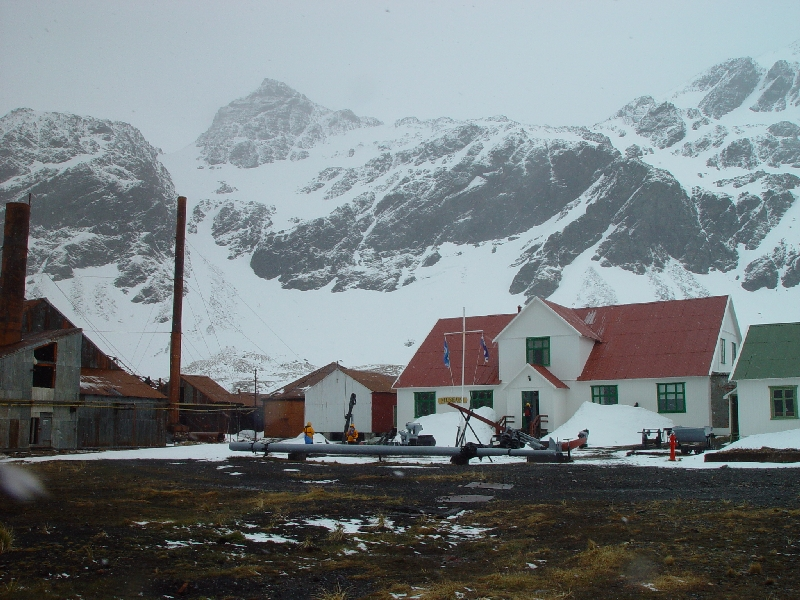
متحف غريتفيكن (Grytviken Museum) في جورجيا الجنوبية (South Georgia).

تقع جزر كيرغولن (Kerguelen Islands) (فرنسا؛ أيضًا من أقاليم ما وراء البحار التابعة للاتحاد الأوروبي (EU)) في منطقة الالتقاء بالقطب الجنوبي (Antarctic Convergence)، بينما تقع جزر فوكلاند (Falkland Islands)، وجزيرة الدول، وجزيرة هورنوس (Hornos Island) مع لسان هورن (Cape Horn)، وجزر ديغو راميريز (Diego Ramírez Islands)، جزيرة كامبل (Campbell Island, New Zealand)، وجزيرة ماكواري (Macquarie Island)، وأمستردام (Île Amsterdam)، وسانت بول (Île Saint-Paul)، وجزر كروزيه (Crozet Islands)، وجزر الأمير إدوارد (Prince Edward Islands)، وجزيرة غوف (Gough Island)، ومجموعة تريستان دا كونها (Tristan da Cunha) شمال خط الالتقاء وبالتالي تكون هذه الجزر خارج منطقة القطب الجنوبي.

## المجتمع
تعتبر جزيرة جورجيا الجنوبية أول أرض يتم استكشافها في القطب الجنوبي، حيث قام تاجر إنجليزي إنجليزي (Kingdom of England) يُدعى أنتوني دي لا روش (Anthony de la Roché) بزيارتها عام 1675. وعلى الرغم أن تاريخ الأساطير والتكهنات حول تيرا أستراليس (Terra Australis) أو «أرض الجنوب» يرجع إلى العصور القديمة، إلا أن المتفق عليه بوجه عام أن أول رؤية مؤكدة لقارة أنتاركتيكا (Antarctica) كانت في عام 1820 من خلال حملة روسية تضم كلاً من فابيان غوتليب فون بلنجشوزن (Fabian Gottlieb von Bellingshausen)، وميخائيل لازاروف (Mikhail Lazarev) على فوستوك وميرني. كانسلوفيج غنبجورغ جاكوبسن (Solveig Gunbjørg Jacobsen) الذي وُلد في الثامن من أكتوبر عام 1913 في غريتفيكن (Grytviken)، بجورجيا الجنوبية وهو أول طفل يُولد في القطب الجنوبي.
لم يكن بالمنطقة القطبية الجنوبية سكان أصليون عندما تم اكتشافها أول مرة، وتضم حاليًا بضعة آلاف من السكان المؤقتين علمي وغيرهم من الأفراد الذين يؤدون الخدمات العسكرية في العشرات منمحطات الأبحاث التي أقامتها بلدان مختلفة. ومع ذلك، يقوم أكثر من 40000 سائح بزيارة المنطقة سنويًا، وأكثر الوجهات السياحية شعبية هي منطقة شبه الجزيرة القطبية الجنوبية (Antarctic Peninsula) (وبالأخص جزر شتلاند) وجزيرة جورجيا الجنوبية.
وفي شهر ديسمبر من عام 2009، تمت ملاحظة النمو السياحة (Antarctica)، وما له من عواقب على البيئة وسلامة المسافرين إلى مناطقها البرية النائية على حد سواء، وذلك في المؤتمر الذي عقده خبراء من الدول الموقعة على معاهدة أنتاركتيكا (Antarctic Treaty) في نيوزيلندا (New Zealand). وتم تقديم النتائج النهائية للمؤتمر في اجتماع دول معاهدة أنتاركتيكا في أوروغواي (Uruguay) في مايو 2010.

## الحفاظ على المناطق
يشمل القطب الجنوبي (Antarctic) أكبر المناطق المحمية في العالم والتي تبلغ مساحتها 1.07 مليون كيلومتر2، وقد تم وضع الحماية البحرية لجزر جورجيا الجنوبية (South Georgia) وساندويتش الجنوبية (South Sandwich) في عالم 2012. · 